# Detlef Eckert
Detlef Eckert, född 5 juni 1951 i Halberstadt, är en tysk politiker och idrottare som tävlar i parasport.
Eckert tävlade i början i höjdhopp med ett personligt rekord på 2,15 meter och i andra friidrottsgrenar. Han blev utvald för det östtyska laget som skulle tävla vid olympiska sommarspelen. Efter en trafikolycka 1976 som medförde amputationen av ett ben växlade han till parasport. Året 1990 blev han tillsammans med Ulf Timmermann idrottarnas talesperson inom Deutscher Turn- und Sportbund. Eckert deltog 1990 vid en tävling som motsvarar dagens World Para Athletics Championships och han vann en silvermedalj i mångkamp samt bronsmedaljer i höjdhopp och kulstötning. Vid Paralympiska sommarspelen 1992 och 1996 vann han en silvermedalj i kulstötning. Eckert är sedan 1998 ledamot i delstatsparlamentet i Sachsen-Anhalt för Die Linke och är aktiv för handikappade.